# Un șir infinit de țestoase

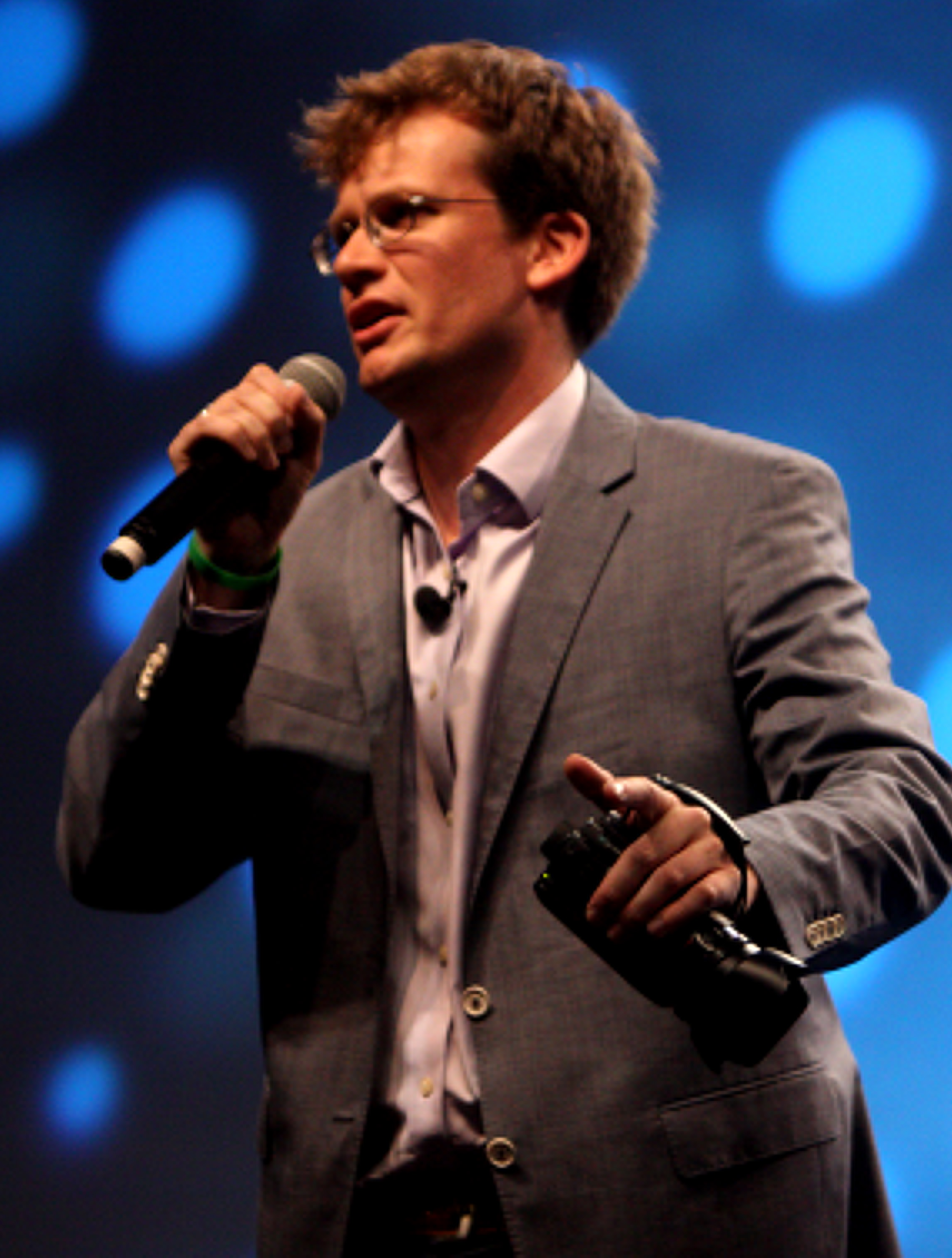
John Green, autorul cărții

Un șir infinit de țestoase este un roman scris de autorul american John Green, publicat pe 10 octombrie 2017 de Dutton Books. Acesta este al cincilea solo roman al său, și al șaptelea, în general. Publicarea sa a fost anunțat în timpul VidCon 2017, o conferință video online co-fondată de domnul Green și fratele lui, Hank. Aceasta este prima sa lucrare publicată, după lucrarea din 2012, romanul The fault in our Stars.

## Fundal
Povestea se concentrează pe Aza Holmes, o studentă de liceu de 16 ani care trăiește cu multiple tulburări de anxietate și căutarea unui fugar miliardar. Singurele detalii ale subiectului dezvăluite publicului înainte de lansare au fost că urma să conțină, nici la propriu nici la figurat, o tuatara,o ficțiune Star Wars, o reuniune neașteptată, o prietenie și valori ale vieții.
Vorbind despre acest roman, Green a declarat: "Aceasta este prima mea încercare de a scrie direct despre tipul de boală psihică care mi-a afectat viața încă din copilărie, deci în timp ce povestea este o ficțiune, este, de asemenea, destul de personal."

## Rezumat
Aza Holmes este o studentă de liceu de 16 ani care trăiește în Indianapolis și care se luptă cu TOC, adesea manifestat ca o frică de microbiomul uman. În mod constant îngrijorată de infecție, în special de către C. diff,  ea deschide în mod repetat un calus care nu a fost niciodată complet vindecat de pe degetul ei, în efortul de a elimina ceea ce credea că sunt agenți patogeni. Pe parcursul cărții, Aza are doi prieteni apropiați: Mychal Turner, o artistă aspirantă, și cea mai bună prietenă a ei Daisy Ramirez, care scrie ficțiunea Star Wars.
Într-o zi la școală Daisy descoperă că Russell Pickett, un miliardar magnat de construcții și tatăl unui vechi prieten al lui Aza, Davis Pickett, a dispărut în urma investigațiilor de fraudă. Tentate de recompensa de 100.000 de dolari pentru informații care ar conduce la arestarea lui Pickett , Daisy o ia pe Aza în căutarea miliardarului dispărut. După călătoria cu canoea peste Râul Alb, și strecurarea pe proprietatea lui Pickett, sunt prinse de garda de securitate, care le duce să-l întâlnească pe Davis.
După întâlnire, Davis și Aza încep o relație. Într-o încercare de a le convinge pe cele două fete să renunțe la urmărirea bătrânului Pickett, Davis îi oferă  lui Aza 100.000 de dolari luați din diverse ascunzișuri ale tatălui său din jurul casei pentru oaspeți, pe care ea o împarte cu Daisy. În același timp, Daisy are o relație cu Mychal. Pe măsură ce trece timpul, Aza crede că ea nu-și poate depăși anxietatea, împiedicând-o să aibă vreodată o relație normală cu Davis. Ea găsește numeroase postări pe blog scrise de el despre sentimentele sale, atât despre dispariția tatălui său, cât și despre relația sa cu ea.
Aza citește ficțiunea lui Daisy pentru prima dată, descoperind că Daisy o folosea ca o fantă pentru frustrările ei cu Aza. Prietenia lor se deteriorează scurt , culminând într-un argument aprins în timp ce Aza conducea care rezultă într-un accident de mașină. Aza petrece câteva săptămâni de recuperare în spital. Cele două își reaprind prietenia odată ce ea este vindecată.
La o expoziție de artă în interiorul unui tunel de drenare neterminat în afara Runului lui Pogue ( de care compania lui Pickett este responsabilă), Aza și Daisy merg să exploreze pe cont propriu, unde în sfârșit rezolvă misterul și realizează că Pickett fugise în locul în care se aflau. După ce au observat un miros urât care provenea din zonă, ele suspectează că miliardarul a murit deja. Aza îi spune lui Davis descoperirea lor. El dă un telefon anonim la poliție, care găsește cadavrul.
Având în vedere pierderea părințiilor și a casei (mama lor a murit cu ani înainte) și adăugând faptul că tatăl lor și-a lăsat întreaga avere animalului său de companie tuatara, Davis și fratele său mai mic Noah decid să se mute în Colorado, unde Noah va frecventa o școală internat. După ce Davis și Aza își spun rămas bun, ea reflectă asupra posibilităților deschide ale viitorului ei.

## Istoria publicării
O secțiune a romanului a fost citit cu voce tare de către Green  în timpul Proiectului pentru Minunat flux live în decembrie 2016. În scopul de a proteja drepturile de autor ale cărții, această secțiune a fluxului live nu a fost arhivată și nu mai este disponibilă on-line.
În lunile care au condus la anunțul romanului, Green a lăsat diverse indicii în videoclipurile sale săptămânale, după care unii membri ai Nerdfighteria lucrat împreună pentru a rezolva aceste sugestii și pentru a dezvălui mai multe informații despre carte.
În septembrie, Green a postat un video de spre el însuși, povestind primul capitol al romanului pe canalul său 'vlogbrothers'.

## Receptarea critică
La câteva ore de la anunțul romanului, presa, inclusiv The Washington Post, Buzzfeed, Bustle, Publishers Weekly, Mashable, MTV, și Entertainment Weekly a publicat comunicate de presă care difuzau anunțul, semnalând un nivel ridicat de anticipare.
Cartea a debutat cu recenzii pozitive. New York Times a lăudat-o ca fiind "surprinzătoare și în mișcare" și a scris că "nu trebuie să suferiți ca Aza ca să se identifice cu aceasta. Trebuie doar să fii om." Mulți comentatori au remarcat  talentul lui Green pentru observație dură, accentuată mai mult în acest caz de luptele proprii cu TOC, boala psihică descrisă în roman.  Câțiva comentatori au făcut referire la o percepție respingătoare a operelor lui Green care acum sunt foarte populare drept "cărți triste pentru adolescenți", care au apărut din cauza popularității Sub aceeași stea, dar au lăudat Un șir infinit de țestoase ca suficient de adevărat și autentic pentru a depăși aceste dezavantaje imaginare. "Adeseori se află în clișeu, dar numai ca melodii pop și poezii epice, miniere universale pentru a crea ceva care să vorbească cu ritmurile familiare ale inimii", a scris Matt Haig de la  The Guardian, "ar putea fi doar un nou clasic modern."

## Adaptare de film
În decembrie 2017, Green a anunțat că o adaptare cinematografica a fost in dezvoltare. A fost optat de Fox 2000 și va fi produs de Temple Hill Productions  Aceeași echipă care a făcut adaptări pentru - The fault in our Stars și Orașe de Hârtie. În timpul unui eveniment, Green a confirmat că Isaac Aptaker și Elizabeth Berger, co-producători de seriale pentru NBC seria Aceștia Suntem Noi și scenariști pentru Cu drag, Simon va fi adaptarea romanului.

## Vezi și
- The Curious Incident of the Dog in the Night-Time